# Фрост, Дэвид
Сэр Дэ́вид Пэ́рэдайн Фрост (англ. David Paradine Frost; 7 апреля 1939, Кент — 31 августа 2013, лайнер «Queen Elizabeth») — британский телевизионный журналист, прославившийся интервью с 37-м президентом США Ричардом Никсоном, взятым после отставки последнего. В нём Никсон публично извинился перед американским народом за ошибки, допущенные в период правления, а также за злоупотребление властью. В последние годы являлся ведущим еженедельной программы Frost Over the World на спутниковом телеканале Al Jazeera English.

## Биография
Дэвид Пэрэдайн Фрост родился 7 апреля 1939 года в графстве Кент, Англия. Отцом будущего журналиста был член методистской церкви.
Учился в Кембриджском университете, где был главным редактором студенческой газеты Varsity и литературного журнала Granta. После окончания университета работал в компании Anglia Television.
C 1962 по 1965 год был ведущим сатирической телепередачи That Was The Week That Was, в которой подводились итоги недели.
В 1977 году состоялась знаменитая серия интервью между Дэвидом Фростом и бывшим президентом США Ричардом Никсоном, в которой Никсон признался, что виновен в Уотергейтском скандале. Всего было проведено 12 интервью, каждое из которых длилось более двух часов. Тему Уотергейтского скандала Фрост поднял лишь в восьмом интервью, 4 мая 1977 года. В ответ на вопросы Фроста Никсон сказал: «Я подвел своих друзей. Я подвел страну. Я подвел нашу систему управления и мечты всех тех молодых людей, которые хотели бы попасть в правительство, но теперь думают, что оно слишком коррумпировано… Я подвел американский народ, и теперь мне нести эту ношу до конца своих дней. Моя политическая карьера окончена». Это интервью смотрело 45 миллионов зрителей, что до сих пор является рекордом для политического интервью.
В 2008 году в мировой прокат вышел фильм «Фрост против Никсона», в котором подробно показывается подготовка Фроста к нескольким интервью с Никсоном. Фильм получил множество благоприятных отзывов от профессиональных кинокритиков и был номинирован на премию «Оскар». Самого Фроста сыграл британский актёр Майкл Шин.
31 августа 2013 года во время чтения речи на борту круизного лайнера «Queen Elizabeth», 74-летнему Фросту стало плохо. Вскоре он скончался, предположительно, от сердечного приступа.

### Личная жизнь
Дэвид Фрост был женат на вдове актёра Питера Селлерса Линн Фредерик (1981—1982). С 1983 года был женат на леди Карине Фицалан Ховард (род. 20 февраля 1952), дочери Майлза Фицалана-Говарда, 17-го герцога Норфолка. У них есть трое сыновей.

## Награды
- 1970: Офицер ордена Британской империи (OBE)[7]
- 1993: Рыцарь-бакалавр[7]
- 2005: Почётный член Британской академии кинематографа и телевизионного искусства
- 2009: Лауреат почётной премии «Эмми»